# Antoni Jaworski
Antoni Kazimierz Jaworski (ur. 17 stycznia 1890 we Lwowie, zm. 1 września 1936 tamże) – major piechoty Wojska Polskiego, działacz niepodległościowy.

## Życiorys
Urodził się 17 stycznia 1890 we Lwowie, w rodzinie Leona Bartłomieja. W 1910 złożył maturę w c. k. Gimnazjum VI we Lwowie. Od października 1910 do lipca 1914 studiował na Wydziale Prawa Uniwersytetu Franciszkańskiego we Lwowie.
1 sierpnia 1914 został wcielony do c. i k. Armii. W lutym 1915, po przeszkoleniu, jako kadet został skierowany na front rosyjski. W czerwcu 1916 pod Łuckiem dostał się do rosyjskiej niewoli, w której wstąpił do konspiracyjnego Związku Wojskowych Polaków.
19 września 1918, po uwolnieniu z niewoli, wstąpił do 2 Pułku Strzelców Polskich na Syberii. Uczestniczył we wszystkich walkach pułku z bolszewikami jako dowódca batalionu karabinów maszynowych. 10 stycznia 1920, w czasie kapitulacji Dywizji Syberyjskiej, uniknął niewoli i przedostał się do Krasnojarska, gdzie włączył się w konspiracyjną pomoc dla żołnierzy–jeńców Dywizji Syberyjskiej. W październiku tego roku, będąc ściganym przez Czeka, rozpoczął podróż do kraju podszywając się pod niemieckiego jeńca. Przez Rosję, Estonię i Niemcy przybył 2 grudnia 1920 do Polski.
Po krótkotrwałym urlopie został przyjęty do Wojska Polskiego i wcielony do 40 pułku piechoty we Lwowie. W 1921 był przydzielony z macierzystego pułku do Dowództwa Okręgu Generalnego Lwów, a w 1923 do 5 Dywizji Piechoty we Lwowie na stanowisko oficera sztabu dowódcy piechoty dywizyjnej. 3 maja 1922 został zweryfikowany w stopniu kapitana ze starszeństwem z 1 czerwca 1919 i 1347. lokatą w korpusie oficerów piechoty. W 1924 wrócił do macierzystego pułku. 2 kwietnia 1929 został mianowany majorem ze starszeństwem z 1 stycznia 1929 i 28. lokatą w korpusie oficerów piechoty, a w lipcu tego roku zatwierdzony na stanowisku dowódcy batalionu w 40 pp. W październiku 1931 został przeniesiony do 54 pułku piechoty w Tarnopolu na stanowisko kwatermistrza. W listopadzie 1933 został przeniesiony do 13 Pułku Piechoty w Pułtusku na stanowisko dowódcy batalionu. W lipcu 1935 został zwolniony z zajmowanego stanowiska i oddany do dyspozycji dowódcy Okręgu Korpusu Nr I, a z dniem 30 września tego roku przeniesiony w stan spoczynku. Pełnił funkcję komendanta Oddziału we Lwowie Koła żołnierzy byłej Dywizji Syberyjskiej przy Związku Sybiraków. Zmarł 1 września 1936 we Lwowie.

## Ordery i odznaczenia
- Krzyż Niepodległości – 10 grudnia 1931 „za pracę w dziele odzyskania niepodległości”[15]
- Krzyż Walecznych dwukrotnie[16]
- Medal Pamiątkowy za Wojnę 1918–1921[17]
- Medal Dziesięciolecia Odzyskanej Niepodległości[17]
- Państwowa Odznaka Sportowa[17]
- Odznaka 5 Dywizji Strzelców Polskich[17]
- Medal Pamiątkowy Wielkiej Wojny (Francja)[17]
- Medal Zwycięstwa[18]